# Wenningstedt-Braderup (Sylt)
Wenningstedt-Braderup település Németországban, Schleswig-Holstein tartományban. Lakosainak száma 1606 fő (2023. december 31.).

## Fekvése
A Sylt szigetén fekvő település.

## Népesség
A település népességének változása:
| Lakosok száma | 2138 | 1439 | 1442 | 1582 | 1623 | 1632 | 1606 |
|               | 1975 | 2015 | 2017 | 2019 | 2021 | 2022 | 2023 |